# Василенко, Сергей Никифорович
Серге́й Ники́форович Василе́нко (18 (30) марта 1872, Москва — 11 марта 1956, Москва) — русский и советский композитор, дирижёр и педагог; доктор искусствоведения (1943). Народный артист РСФСР (1940). Народный артист Узбекской ССР (1939). Лауреат Сталинской премии первой степени (1947).

## Биография
Происходил из дворянской семьи. Родился 18 (30) марта 1872 года в Москве в семье управляющего имениями. В 1882 году их семья перебралась в деревню Царёвка (ныне Долгоруковский район Липецкой области). В книге «Воспоминания» Василенко писал о своих впечатлениях от первой поездки в деревню с матерью: как удивило его кваканье лягушек, шум деревьев и вся сельская округа. «Я приезжал туда с мамашей в конце мая. Мне все там нравилось, начиная с дороги. От Ельца ехали на лошадях, день склонялся к вечеру. По бокам дороги тянулись поля ароматной ржи, цветущей, дышащей мёдом гречихи; проезжали через темные, покрытые кустарником балки (овраги); в них журчали ручьи, кричали коростели и стонали лягушки. Осторожно спускались к мельничной плотине, где таинственно поблескивала заснувшая река. От всего я был в восторге».
В 1882 году был отдан в 1-й класс гимназии Креймана, где пробыл только один год.
В 1891 году, после получения среднего образования, по желанию отца поступил на юридический факультет Московского университета, который окончил в 1895 году с дипломом 1-й степени. Первоначально занимался уголовным правом (судебной медициной) под руководством В. А. Легонина, но на последнем курсе принял решение «сменить юридическую карьеру на музыкальную» и поступить в консерваторию. По словам Василенко, «Легонин был необычайно поражён, более того, он, вероятно, решил, что я сошёл с ума…».
Музыке серьёзно обучался с 1888 года, брал частные уроки у Ричарда Ноха, затем — у А. Т. Гречанинова (теория музыки), Г. Э. Конюса (композиция) и Сергея Протопопова (гармония). Встреча с П. И. Чайковским оставила большое впечатление и он в 1895 году поступил в Московскую консерваторию. В мае 1901 года он её окончил с золотой медалью (по классам контрапункта и фуги у С. И. Танеева, композиции у М. М. Ипполитова-Иванова и дирижирования у В. И. Сафонова). Под руководством С. В. Смоленского изучал древнерусское крюковое пение, образцы которого использовал в опере-кантате «Сказание о граде великом Китеже и тихом озере Светояре» (на сюжет старообрядческой легенды, 1901; поставлена в 1903 году в Москве).
Путешествовал по Турции, Италии, Австрии, Швейцарии, Франции, посетил Германию, Голландию, Норвегию, Египет.
В 1903—190г годах был вторым дирижёром Московской частной русской оперы С. И. Мамонтова. В 1907 году организовал при ИРМО общедоступные Исторические концерты и в течение десяти лет дирижировал ими. В том же 1907 году получил место профессора инструментовки и композиции в Московской консерватории, работал на этой должности до самой смерти (с перерывом в 1941—1943 годах).
С 1918 года — организатор и руководитель общедоступных концертов и концертов-лекций в Москве; в 1925 году принимал участие в организации радиотрансляций классической музыки. Совместно с М. А. Ашрафи в 1938 году в Ташкенте работал над созданием первой узбекской оперы «Буран». За годы работы в Московской консерватории воспитал ряд известных музыкантов, среди которых А. В. Александров, А. Н. Александров, Н. С. Голованов, В. В. Нечаев, М. Абдраев, П. И. Сеница, А. Ф. Козловский, Г. С. Милютин, Л. А. Половинкин, Д. Р. Рогаль-Левицкий, Н. А. Рославец, А. И. Хачатурян и др.

Могила Василенко

Умер 1 марта 1956 года. Похоронен на Введенском кладбище (5 уч.).

## Творчество
Ранние сочинения Василенко отмечены влиянием русского фольклора и старообрядческих напевов, с 1906 года прослеживается связь творчества композитора с поэзией символизма (оркестровые пьесы «Сад смерти» и «Полёт ведьм», романсы на стихи А. А. Блока и В. Я. Брюсова), между 1910 и 1920 он начинает интересоваться народной музыкой Востока и уже в советское время неоднократно использует её мотивы в своих произведениях (балеты «Нойя» и «Иосиф Прекрасный»). Его произведения отличаются богатой колористической оркестровкой, яркой, блещущей остроумием и игрой фантазии музыкой. Василенко — автор учебного пособия «Инструментовка для симфонического оркестра» и книги воспоминаний, вышедшей в Москве в 1979 году.
Написал несколько дополнительных номеров к балету Ц. Пуни «Эсмеральда» в редакции Р. М. Глиэра.

## Сочинения

### Оперы и оперетты
- «Сказание о граде великом Китеже и тихом озере Светояре» (1900—1902)
- «Сын солнца» (1929)
- «Христофор Колумб» (1933)
- «Поп и поручик» (1935)
- «Девушка из кофейни» (1938)
- «Буран» (1938, совместно с М. Ашрафи)
- «Великий канал» (1939, совместно с М. Ашрафи)
- «Суворов» (1941)

### Балеты
- «Нойя» (1923)
- «Иосиф Прекрасный» (1924—1925)
- «Лола» (1925—1926)
- «В солнечных лучах» (1925—1926)
- «Треуголка» (1935)
- «Цыганы» (1936)
- «Акбиляк» (1942)
- «Лола» (1943)
- «Мирандолина» (1946)

### Сочинения для оркестра
- «Эпическая поэма» (1900—1903)
- Симфония № 1 (1904): партитура
- «Сад смерти», симфоническая поэма (1908)
- «Полёт ведьм», симфоническая картина (1909)
- «В солнечных лучах», сюита (1910—1911)
- Симфония № 2 (1911—1913)
- «Сюита на темы лютневой музыки XIV—XVII вв.» (1914)
- «Зодиак», сюита на темы французских композиторов XVIII в. (1914)
- «Испанские танцы», сюита (1925—1926)
- «Индусская сюита» (1927)
- «Китайская сюита № 1» (1928): партитура
- «Китайская сюита № 2» (1931)
- «Туркменские картины», сюита (1931)
- «Советский Восток», сюита (1932)
- Симфония № 3 «Итальянская» (1934)
- Симфония № 4 «Арктическая» (1934)
- «Узбекская сюита» (1943)
- «В деревне», сюита (1943)
- «Торжественная увертюра» (1943)
- «6 славянских плясок» (1944)
- «Украина», сюита (1945)
- Симфония № 5 (1947)
- «Сюита на китайские народные темы» (1954)
- «Колхозная сюита» (1955)

### Концерты и другие сочинения для солирующего инструмента с оркестром
- Концерт № 1 для скрипки с оркестром (1913)
- Концерт для балалайки с оркестром (1930)
- 2 пьесы для виолончели с оркестром (1937)
- Концерт для виолончели с оркестром (1944)
- Концерт-поэма для трубы с оркестром (1945)
- Концерт для арфы с оркестром (1949)
- Концерт для фортепиано с оркестром (1949)
- Концерт № 2 для скрипки с оркестром (1952)
- Концерт для кларнета с оркестром (1953)
- Концерт для валторны с оркестром (1953)
- «Весной», сюита для флейты и камерного оркестра (1954)
- Вариации для виолончели с оркестром (1955)

### Вокальные сочинения
- 3 романса для голоса и фортепиано (1904)
- «Заклинания», сюита для 2-х голосов и фортепиано (1909)
- «Маорийские песни» для голоса и фортепиано (1913)
- «Экзотическая сюита» для голоса, струнного квинтета, квинтета деревянных духовых, арфы и барабана (1915—1916)
- 6 романсов для голоса и фортепиано (1921)
- «8 алтайских песен» для голоса и фортепиано (1931)
- «2 турецкие песни» для голоса и фортепиано (1931)
- «4 романса на тексты старинных туркменских поэтов» для голоса и фортепиано (1932)

### Камерные сочинения
- Струнный квартет (1899)
- Серенада для виолончели и фортепиано (1918)
- «4 пьесы на темы лютневой музыки XVI и XVII вв.» для виолончели (или альта) и фортепиано (1918): ноты
- «Восточный танец» для кларнета (или альта) и фортепиано (1922)
- Соната для альта и фортепиано (1923)
- «Испанские танцы», сюита для фортепианного трио и малого барабана (1925—1926)
- «Мелодии казанских и уральских татар» для гобоя, кларнета, фагота и фортепиано (1926)
- 5 пьес для скрипки и фортепиано (1926—1932)
- Струнный квартет (1926—1927)
- «Квартет на туркменские народные темы» для флейты, гобоя, кларнета, фагота и малого барабана ad libitum (1930)
- «Японская сюита» для флейты, гобоя, кларнета, фагота и ксилофона (1930)
- Баллада для скрипки (или балалайки) и фортепиано (1931)
- 5 пьес для скрипки (или балалайки) и фортепиано (1932)
- Фортепианное трио (1932)
- «Китайский скетч» для флейты, гобоя, кларнета и фагота (1933)
- «Квартет на американские темы» для флейты, гобоя, кларнета и фагота (1933)
- Сюита для балалайки и баяна (или фортепиано) (1945)
- 6 пьес для скрипки и фортепиано (1950)
- 5 пьес для виолончели и фортепиано (1950)
- 5 пьес для скрипки и фортепиано (1951)
- Сюита для скрипки и фортепиано (1951)
- 10 пьес для балалайки и фортепиано (1955)
- Обработки народных песен, хоровые произведения.

Музыка к фильмам
- «Изменник Родины» (1932)
- «Окраина» (1933)
- «Гибель сенсации» (1934)
- «Золотое озеро» (1935)
- «Джульбарс» (1935)
- «Обновлённая земля» (1935)
- «Шёл солдат с фронта» (1938)
- «Пропавшая грамота» (1945, анимационный)

Музыка к театральным постановкам
- «Альцеста» Еврипида (1891)
- «Лесные чары» Я. Полонского (1897)
- «Пещное действо» С. Полоцкого (1902—1903)
- «Дафнис» неизвестного автора (1902—1903)
- «Укрощение строптивой» У. Шекспира (1913, рукопись утрачена)
- «Сон в летнюю ночь» У. Шекспира (1914)
- «Медведь и паша» Э. Скриба (1918)
- «Игра интересов» Х. Бенавенте (1921)
- «Том Сойер» по М. Твену (1925)
- «Борис Годунов» А. Пушкина (1937)
- «Пётр I» А. Толстого (1938)
- «Алёнушка и Иванушка» Ю. Данцигера (1945)

## Награды и премии
- 2 ордена Ленина
- народный артист Узбекской ССР (1939) — за вклад в развитие узбекской музыки
- народный артист РСФСР (1940)
- Сталинская премия первой степени (1947) — за балетную сюиту

- медали

## Память
На д. 7 по Брюсову переулку в Москве установлена мемориальная доска С. Н. Василенко.